# Rolf Benz (Unternehmen)
Koordinaten: 48° 32′ 30,9″ N, 8° 43′ 50″ O

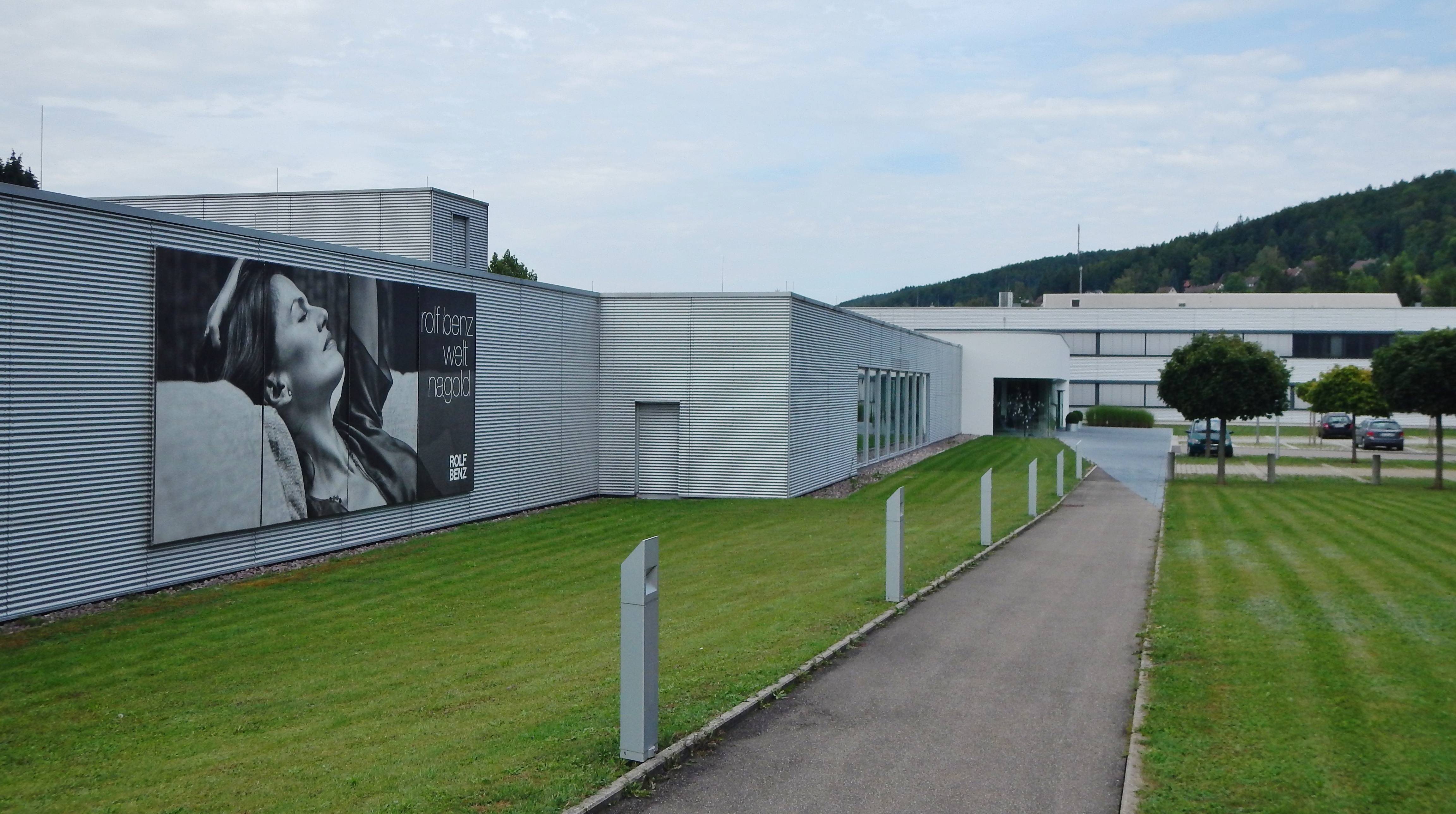
Rolf Benz Welt in Nagold

Die Rolf Benz AG & Co. KG ist die Konzernobergesellschaft der Rolf Benz-Gruppe, einem deutschen Hersteller von Polstermöbeln mit Sitz in Nagold. Unter dem Markennamen „Rolf Benz“ werden luxuriöse Polster- und Wohnmöbel für Privatkunden gefertigt. Mit „Freistil Rolf Benz“ startete 2011 eine neue Marke mit Polstermöbeln für unkonventionelle Konsumenten. Für den Einsatz in öffentlichen und gewerblichen Objekten wurde in enger Zusammenarbeit mit Architekten die Kollektion „Rolf Benz Contract“ entwickelt.

## Geschichte
Das Unternehmen wurde 1964 von Rolf Benz mit 35 Mitarbeitern gegründet. Im Jahr 1980 geriet das Unternehmen in eine wirtschaftliche Krise; die Welle Holding aus Paderborn übernahm die Mehrheit an der damaligen Rolf Benz GmbH. Das Unternehmen blieb jedoch eigenständig. 1993 folgte die Umwandlung in eine Aktiengesellschaft, die 1994 an die Börse ging. Ende 1998 verkaufte die Welle Holding ihre Anteile an die hülsta-Gruppe. Als Reaktion darauf schied Rolf Benz am 31. März 1999 aus dem Unternehmen. 1999 erzielte das Unternehmen einen Jahresumsatz von 285 Mio. DM (146 Mio. Euro) und beschäftigte 917 Mitarbeiter. Mitte 2000 gab das Unternehmen den Rückzug von der Börse bekannt und firmiert seit dem 12. Oktober 2000 als Kommanditgesellschaft.
Rolf Benz hat heute rund 480 Mitarbeiter, die die Möbel noch weitgehend von Hand fertigen. Die Produkte der Kollektion sind im mittleren bis hohen Preissegment angesiedelt. Der Sessel Rolf Benz 3100, entworfen von Stefan Heiliger, gilt mittlerweile als Designklassiker.
Wegen illegaler Methoden zur Preisdurchsetzung auf günstigere Möbelhändler hat das Bundeskartellamt im Dezember 2016 Bußgelder von 4,4 Millionen Euro gegen fünf deutsche Möbelhersteller verhängt, darunter auch Rolf Benz.
Im Mai 2018 wurde der Verkauf der Anteile des bisherigen Rolf-Benz-Gesellschafters Hülsta an den chinesischen Möbelkonzern Jason Furniture (Hangzhou) Co., Ltd. vollzogen.

## Konzerngesellschaften
- RB Management AG, Nagold
- Rolf Benz AG & Co. KG, Nagold
- si-ta gmbh, Pfalzgrafenweiler
- bmp GmbH, Nagold
- MIHAG Möbelindustrie Handels AG, Baar/Schweiz